# Evangelista Torricelli
Evangelista Torricelli (Rim, 15. listopada 1608. – Firenca, 25. listopada 1647.), talijanski fizičar, matematičar i dobar prijatelj Galilea Galileja. Školovao se u Faenzi, a od 1627. na Sveučilištu u Rimu. Pošto je objavio svoje djelo O gibanju tijela koja slobodno padaju ili su izbačena (lat. De motu gravium naturaliter descendentium et proiectorum, 1641.), pozvao ga je Galileo Galilei da s njim surađuje i nastavi njegova istraživanja. Nakon Galileijeve smrti (1642.), preuzeo je dužnost matematičara firentinskoga velikoga vojvode i bio je profesor matematike na Sveučilištu u Firenci. Znamenit je njegov izum živina barometra (1643. ili 1644.), kojim je odbacio uvriježenu predrasudu o strahu od praznine (lat. horror vacui: strah pred prazninom). Torricelli je zataljenu staklenu cijev ispunio živom i otvor cijevi uronio u posudu ispunjenu živom. Živa je tek djelomično istekla iz cijevi u posudu, a nad stupcem žive u cijevi nastao je zrakoprazan prostor, vakuum. Torricelli je tu pojavu protumačio atmosferskim tlakom koji djeluje na površinu žive u posudi i održava ravnotežu stupcu žive u cijevi. Tim je pokusom dokazano postojanje atmosferskoga tlaka i pokazano kako se on može mjeriti na temelju pomicanja živina stupca. Odredio je također brzinu istjecanja vode iz posude, usavršio metodu za rješavanje matematičkog problema tangente, služio se kinematičkim predodžbama, riješio kvadraturu parabole za bilo koju vrijednost eksponenta, izveo kvadraturu cikloide, odredio duljinu luka logaritmičke spirale i drugo. Velik broj njegovih radova objavljen je tek 1919., kada su izdana njegova sabrana djela.

## Životopis
Torricelli je rođen u Rimu, ali je odrastao u malom mjestu Faenza, koje je bilo dio tadašnje Papinske Države. Dok je bio još vrlo mali, ostao je bez oca, tako da je o njemu vodio brigu njegov ujak, koji je bio redovnik kamaldolijanac. On ga je uveo 1624. u jezuitsku školu, da studira matematiku i filozofiju. Od 1626. studirao je matematiku u Pisi. Nakon što je 1632. Galileo Galilei napisao djelo Razgovor o novoj znanosti, Torricelli je bio oduševljen s novim dostignućima u znanosti i geometriji, tako da je počeo studirati Ptolomeja, Tycho Brahea i Johannesa Keplera, da bi se na kraju zainteresirao za radove Nikole Kopernika. 
Nakon što je Galileo Galilei umro 1642., Torricelli ga nasljeđuje kao profesora matematike na Sveučilistu u Pisi. Od tada je riješio čitav niz matematičkih problema, kao što je određivanje površine cikloide i rješavanje centara gravitacije. Konstruirao je i gradio teleskope i jednostavne mikroskope. Torricelli je umro od trbušnog tifusa 1647.

## Doprinosi
Torricelli je prvi uspio stvoriti stalni vakuum i izumio je barometar (1643.). Staklenu cijev, zatvorenu na jednom kraju, napunio je živom i pažljivo uronio otvorenim krajem u posudu sa živom. Živa u cijevi se spustila ostavljajući vakuum u cijevi iznad nje. Otkrio je da se visina stupca žive mijenja ovisno o atmosferskom tlaku. Torricelli je staklenu cijev duljine približno jedan metar, zatvorenu na jednome kraju, napunio živom. Zatim je otvoreni kraj cijevi zatvorio prstom i tako ju uronio u širu posudu sa živom. Tada se prst makne, jedan dio žive isteče, ali se brzo uspostavlja ravnoteža kada živin stupac dostigne 760 mm. To znači da zrak atmosferskim tlakom djeluje na površinu žive u široj posudi, prenosi se podjednako u svim smjerovima (Pascalov zakon) i uravnotežuje živin stupac od 760 mm. Tako je visina živina stupca mjera za tlak zraka. Pod normalnim uvjetima, kada se pokus obavlja na morskoj razini pri 0 ºC, taj se tlak naziva normalnim atmosferskim tlakom. Atmosferski se tlak smanjuje s nadmorskom visinom, jer se smanjuje sloj zraka iznad te točke, s porastom vlažnosti zraka jer vodena para ima manju gustoću od zraka i porastom temperature jer se zagrijavanjem smanjuje gustoća zraka zbog širenja. 
Ostala nam je poznata Torricellijeva izreka: “Živimo na dnu zračnoga oceana, a zrak nas tlači svojom težinom”. Torricelli je prvi znanstveno opisao pojavu vjetra: “... vjetrovi su stvoreni zbog razlike temperatura, a time i gustoća, između dva područja na Zemlji”. 

## Torricellijev zakon
Torricellijev zakon ili Torricellijeva jednadžba je jednadžba ili formula koju je 1643. postavio Torricelli za određivanje brzine istjecanja kapljevine iz posude. Ako se u otkritoj posudi nalazi kapljevina kojoj se površina nalazi na visini h iznad središta otvora kroz koji istječe, onda je vodoravna brzina istjecanja v dana jednadžbom:
{\displaystyle v={\sqrt {2\cdot g\cdot h}}}
gdje je: g – ubrzanje zemljine sile teže, a h – visina otvora do površine tekućine (fluida). Iz jednadžbe se vidi da je brzina neovisna o vrsti kapljevine i da je jednaka brzini koju tijelo postigne u slobodnom padu s visine h. To vrijedi samo u idealnom slučaju, inače brzina ovisi o viskoznosti kapljevine, te o veličini i obliku otvora.

## Vanjske poveznice
|  | Zajednički poslužitelj ima još gradiva o temi Evangelista Torricelli |

- Article on Torricelli at MacTutor
- University of Florence article  Arhivirana inačica izvorne stranice od 28. rujna 2007. (Wayback Machine)I
- Ispravak ilustracije Torricellijevog pokusa